# Lijst van rijksmonumenten in Ouderkerk aan de Amstel
De plaats Ouderkerk aan de Amstel telt 51 inschrijvingen in het rijksmonumentenregister. Hieronder een overzicht.
| Object | Oorspronkelijke functie?  | Bouwjaar          | Architect      | Locatie               | Coördinaten?                  | Nr.?   | Afbeelding                                                                                           |
| --- | ------------------------- | ----------------- | -------------- | --------------------- | ----------------------------- | ------ | --- |
| Buskruit-molen nr. 3 / De Oude Molen | Industrie- en poldermolen | 1742              |                | Amsteldijk Zuid 55/56 | 52° 17' 38" NB, 4° 53' 26" OL | 511965 | Meer afbeeldingen                                                                                    |
| Voormalig sluiswachterswoning | Dienstwoning              | ca. 1764          |                | Amsteldijk-Zuid 68    | 52° 17' 33" NB, 4° 53' 22" OL | 8124   | Meer afbeeldingen                                                                                    |
| Boerderij "Landlust" | Boerderij                 | 1850              |                | Amsteldijk-Zuid 91    | 52° 16' 44" NB, 4° 52' 40" OL | 8125   | Meer afbeeldingen                                                                                    |
| Herberg "'t Jagerhuis", twee topgevels met haaks aangebouwde vleugel | Horeca                    | 1614/18e eeuw     |                | Amstelzijde 2/4       | 52° 17' 46" NB, 4° 53' 57" OL | 8126   | Meer afbeeldingen                                                                                    |
| Pand met houten topgevel | Woonhuis                  | 18e eeuw          |                | Amstelzijde 28        | 52° 17' 47" NB, 4° 54' 1" OL  | 8127   | Meer afbeeldingen                                                                                    |
| Pand met topgevel | Woonhuis                  | 1806              |                | Amstelzijde 30        | 52° 17' 47" NB, 4° 54' 1" OL  | 8128   | Meer afbeeldingen                                                                                    |
| Winkel-woonhuis, pand met afgeknotte houten lijstgevel | Werk-woonhuis             | 19e eeuw          |                | Amstelzijde 33        | 52° 17' 48" NB, 4° 54' 1" OL  | 8129   | Winkel-woonhuis, pand met afgeknotte houten lijstgevel                                               |
| Pand met houten topgevel hersteld | Woonhuis                  | 18e eeuw (indruk) |                | Amstelzijde 34        | 52° 17' 48" NB, 4° 54' 1" OL  | 8130   | Meer afbeeldingen                                                                                    |
| Herberg "De Oude Prins", gepleisterd huis met strakke gootlijsten | Woonhuis                  | 1636/18e eeuw     |                | Amstelzijde 37        | 52° 17' 49" NB, 4° 54' 1" OL  | 8131   | Meer afbeeldingen                                                                                    |
| Pand met lijstgevel | Woonhuis                  | begin 19e eeuw    |                | Amstelzijde 42        | 52° 17' 48" NB, 4° 54' 2" OL  | 8132   | Pand met lijstgevel                                                                                  |
| Pand met lage langgerekte gevel, door moderne bestemming getimmerten op daklijst gezet, doch oude goede toestand nog voorhanden                                                | Woonhuis                  | 18e eeuw          |                | Amstelzijde 45        | 52° 17' 50" NB, 4° 53' 60" OL | 8133   | Meer afbeeldingen                                                                                    |
| Theehuis "Paardenburg" met woning. Pand met gevel met rechte kroonlijst, hoog dak, gemetseld dakvenster                                                                        | Woonhuis                  | 1693/18e eeuw     |                | Amstelzijde 47        | 52° 17' 50" NB, 4° 53' 60" OL | 8134   | Meer afbeeldingen                                                                                    |
| Woonhuis met strakke kroonlijst en twee dakvensters, beneden verbouwd | Woonhuis                  | 18e eeuw          |                | Amstelzijde 46/48     | 52° 17' 49" NB, 4° 54' 2" OL  | 8135   | Meer afbeeldingen                                                                                    |
| Woonhuis met gepleisterde lijstgevel deels van oudere oorsprong | Woonhuis                  | 18e eeuw          |                | Amstelzijde 51        | 52° 17' 51" NB, 4° 53' 59" OL | 8136   | Meer afbeeldingen                                                                                    |
| Brugwachterswoning; gepleisterd gebouwtje met zadeldak en topgevels | Dienstwoning              | 18e eeuw          |                | Amstelzijde 52        | 52° 17' 49" NB, 4° 54' 3" OL  | 8137   | Meer afbeeldingen                                                                                    |
| Café met woonhuis, pand met brede klokgevel, hout | Woonhuis                  | 18e eeuw          |                | Amstelzijde 53        | 52° 17' 51" NB, 4° 53' 58" OL | 8138   | Meer afbeeldingen                                                                                    |
| Restauratie "Paardenburg" met bovenwoning | Horeca                    | 1702              |                | Amstelzijde 55        | 52° 17' 51" NB, 4° 53' 58" OL | 8139   | Meer afbeeldingen                                                                                    |
| Laag huis met topgevel | Woonhuis                  | 18e eeuw          |                | Achterdijk 2          | 52° 17' 42" NB, 4° 54' 6" OL  | 31951  | Meer afbeeldingen                                                                                    |
| De Zwaan | Industrie- en poldermolen | ca. 1638          |                | Binnenweg 2           | 52° 18' 12" NB, 4° 54' 17" OL | 31952  | Meer afbeeldingen                                                                                    |
| Huis met topgevel, van eenvoudige doch harmonische architectuur, goede proportie's. Specifieke stedebouwkundige ligging                                                        | Woonhuis                  |                   |                | Brugstraat 2          | 52° 17' 51" NB, 4° 54' 6" OL  | 31953  | Meer afbeeldingen                                                                                    |
| Lage boerderij, langhuistype, afgewolfd dak, voorgevel, houten achterbouw voor stalling vee etc. Belangrijk erf                                                                | Boerderij                 | 1699              |                | Dorpsstraat 1         | 52° 17' 47" NB, 4° 54' 16" OL | 31954  | Meer afbeeldingen                                                                                    |
| Hoogerlust, rechthoekig huis met rechte kroonlijst | Woonhuis                  | 18e eeuw          |                | Hoger Einde-Zuid 6    | 52° 17' 52" NB, 4° 54' 5" OL  | 31955  | Meer afbeeldingen                                                                                    |
| Perceelsgedeelte van Schoonzicht, huis met rechte kroonlijst, zadeldak in topgevels uitlopend, houten deuromlijsting, aanvang 18e eeuw. Vormt een geheel met het buurnummer 18 | Gebouw                    | aanvang 18e eeuw  |                | Hoger Einde-Zuid 17   | 52° 17' 54" NB, 4° 54' 2" OL  | 31956  | Meer afbeeldingen                                                                                    |
| Perceelsgedeelte van Schoonzicht, huis met rechte kroonlijst, zadeldak in topgevels uitlopend, houten deuromlijsting, aanvang 18e eeuw. Vorm een geheel met het buurnummer 17  | Gebouw                    |                   |                | Hoger Einde Zuid 18   | 52° 17' 54" NB, 4° 54' 2" OL  | 31957  | Meer afbeeldingen                                                                                    |
| Boerderij, fraai laag langhuistype met terzijde uitgebouwde opkamer, witgepleisterd                                                                                            | Boerderij                 | 17e eeuw          |                | Holendrechterweg 8    | 52° 17' 45" NB, 4° 54' 50" OL | 31958  | Meer afbeeldingen                                                                                    |
| Boerderij, gaaf en harmonisch geheel, hoewel van late architectuur. Fraai gelegen                                                                                              | Boerderij                 |                   |                | Holendrechterweg 53   | 52° 17' 6" NB, 4° 55' 18" OL  | 31959  | Meer afbeeldingen                                                                                    |
| Pand met topgevel | Werk-woonhuis             | 18e eeuw          |                | Kerkstraat 1          | 52° 17' 43" NB, 4° 54' 8" OL  | 31960  | Meer afbeeldingen                                                                                    |
| Lage huisjes onder een dak en dakvensters | Woonhuis                  | 18e eeuw          |                | Kerkstraat 4          | 52° 17' 44" NB, 4° 54' 9" OL  | 31961  | Meer afbeeldingen                                                                                    |
| Laag huis met rechte kroonlijst nabij de Amstelkerk (Hervormde kerk) | Woonhuis                  | 18e eeuw          |                | Kerkstraat 9          | 52° 17' 44" NB, 4° 54' 10" OL | 31962  | Meer afbeeldingen                                                                                    |
| Pand met gezwenkte topgevel, behorend bij de Joodse begraafplaats | Dienstwoning              | 18e eeuw          |                | Kerkstraat 10         | 52° 17' 44" NB, 4° 54' 10" OL | 31963  | Meer afbeeldingen                                                                                    |
| In de tuin van de pastorie theekoepel, van eenvoudige late architectuur, doch van historische waarde                                                                           | Tuin, park en plantsoen   |                   |                | Kerkstraat bij 20     | 52° 17' 47" NB, 4° 54' 8" OL  | 31964  | In de tuin van de pastorie theekoepel, van eenvoudige late architectuur, doch van historische waarde |
| Pand met gevel met rechte kroonlijst, ijzeren kettingen voor de stoep | Woonhuis                  | midden 19e eeuw   |                | Kerkstraat 54         | 52° 17' 47" NB, 4° 54' 11" OL | 31965  | Meer afbeeldingen                                                                                    |
| Pand met gepleisterde gekoppelde topgevels met in midden gevelsteen "de korendrager", in 19e eeuw topgevels gewijzigd                                                          | Woonhuis                  | 17e eeuw          |                | Kerkstraat 46         | 52° 17' 47" NB, 4° 54' 11" OL | 31966  | Meer afbeeldingen                                                                                    |
| Beth Haim, Portugees-Israelitische begraafplaats, romantisch kerkhof met oude zerken, gebouwtje op kerkhof, 18e eeuw. Hek aan de oude Amstel, 18e eeuw                         | Begraafplaats en -onderdl | 1614              |                | Kerkstraat bij 10     | 52° 17' 44" NB, 4° 54' 10" OL | 31967  | Meer afbeeldingen                                                                                    |
| Amstelkerk (Hervormde kerk) | Kerk en kerkonderdeel     | 1773-75           | J.E. de Witte  | Kerkstraat 11         | 52° 17' 45" NB, 4° 54' 8" OL  | 31968  | Amstelkerk (Hervormde kerk)                                                                          |
| Boerderij, hoge afgewolfde voorgevel, 2 ronde venstertjes met natuursteen, opkamer gepleisterd                                                                                 | Boerderij                 | 17e eeuw          |                | Rondehoep Oost 8      | 52° 17' 10" NB, 4° 54' 58" OL | 31970  | Meer afbeeldingen                                                                                    |
| Boerderij met gesneden daklijsten en lage gedrukte topgevel | Boerderij                 | 19e eeuw          |                | Rondehoep Oost 13     | 52° 17' 39" NB, 4° 54' 30" OL | 31971  | Meer afbeeldingen                                                                                    |
| Boerderij, dwarshuis met gebogen houten daklijsten, chaletachtig model. Bijgebouw met houten topgevel                                                                          | Boerderij                 | 19e eeuw          |                | Rondehoep West 40     | 52° 17' 11" NB, 4° 53' 16" OL | 31972  | Meer afbeeldingen                                                                                    |
| Boerderij Zomervreugd, fraai dwarstype, hoog onderkelderd. Modern dak, opzij nieuwbouw                                                                                         | Boerderij                 | 17e eeuw          |                | Rondehoep West 41     | 52° 17' 7" NB, 4° 53' 9" OL   | 31973  | Meer afbeeldingen                                                                                    |
| Blauwgepleisterde hoog onderkelderde boerderij, dwarshuis, dak met oude geglazuurde zwarte pannen gedekt                                                                       | Boerderij                 | 18e eeuw          |                | Waver 3               | 52° 15' 10" NB, 4° 53' 41" OL | 31974  | Meer afbeeldingen                                                                                    |
| Boerderij, dwarshuis, rieten dak, zeer fraai klein geval. Achterbouw 18e eeuw                                                                                                  | Boerderij                 | 17e eeuw          |                | Waver 29              | 52° 15' 25" NB, 4° 55' 0" OL  | 31975  | Meer afbeeldingen                                                                                    |
| Boerderij, langhuis met dwars uitgebouwde opkamer. Blauwgrijs gepleisterd. Rieten dak                                                                                          | Boerderij                 | 17e eeuw          |                | Waver 34              | 52° 15' 44" NB, 4° 55' 5" OL  | 31976  | Meer afbeeldingen                                                                                    |
| "Kerkbrug". Houten ophaalbrug over een zijtak van de oude Amstel, genaamd de Bullewijk                                                                                         | Brug                      |                   |                | Kerkstraat bij 1      | 52° 17' 43" NB, 4° 54' 6" OL  | 31977  | Meer afbeeldingen                                                                                    |
| St Urbanuskerk: hoofdonderdeel | Kerk en kerkonderdeel     | 1865              | Pierre Cuypers | Ronde Hoepe Oost 31   | 52° 17' 41" NB, 4° 54' 6" OL  | 511287 | Meer afbeeldingen                                                                                    |
| St Urbanuskerk: pastorie | Kerkelijke dienstwoning   | 1862-1864         | Pierre Cuypers | Rondehoep Oost 31     | 52° 17' 41" NB, 4° 54' 8" OL  | 511288 | Meer afbeeldingen                                                                                    |
| Amstelkerk (Hervormde kerk): pastorie | Kerkelijke dienstwoning   | ca. 1880          |                | Kerkstraat 20         | 52° 17' 46" NB, 4° 54' 7" OL  | 511290 | Meer afbeeldingen                                                                                    |
| Amstelkerk (Hervormde kerk): toegangspartij met hek | Erfscheiding              | 1880-1890         |                | Kerkstraat 20         | 52° 17' 46" NB, 4° 54' 7" OL  | 511291 | Amstelkerk (Hervormde kerk): toegangspartij met hek                                                  |
| Amstelkerk (Hervormde kerk): kleine wagenschuur | Opslag                    | 1880-1890         |                | Kerkstraat 20         | 52° 17' 46" NB, 4° 54' 7" OL  | 511292 | Upload foto                                                                                          |
| Amstelkerk (Hervormde kerk): hekwerk | Erfscheiding              | ca. 1880          |                | Kerkstraat 20         | 52° 17' 46" NB, 4° 54' 7" OL  | 511293 | Meer afbeeldingen                                                                                    |
| Woonblok van drie diaconiewoningen onder een kap | Sociale zorg, liefdadigh. | ca. 1880          |                | Kerkstraat 13/14/15   | 52° 17' 45" NB, 4° 54' 7" OL  | 511294 | Woonblok van drie diaconiewoningen onder een kap                                                     |
| Gezellenhuis | Dienstwoning              | 1903-1910         | P.J. Peeters   | Rondehoep Oost 29     | 52° 17' 39" NB, 4° 54' 12" OL | 511295 | Gezellenhuis                                                                                         |